# Station Szulborze Koty
Station Szulborze Koty is een spoorwegstation in de Poolse plaats Szulborze-Koty.